# 魚飛渓

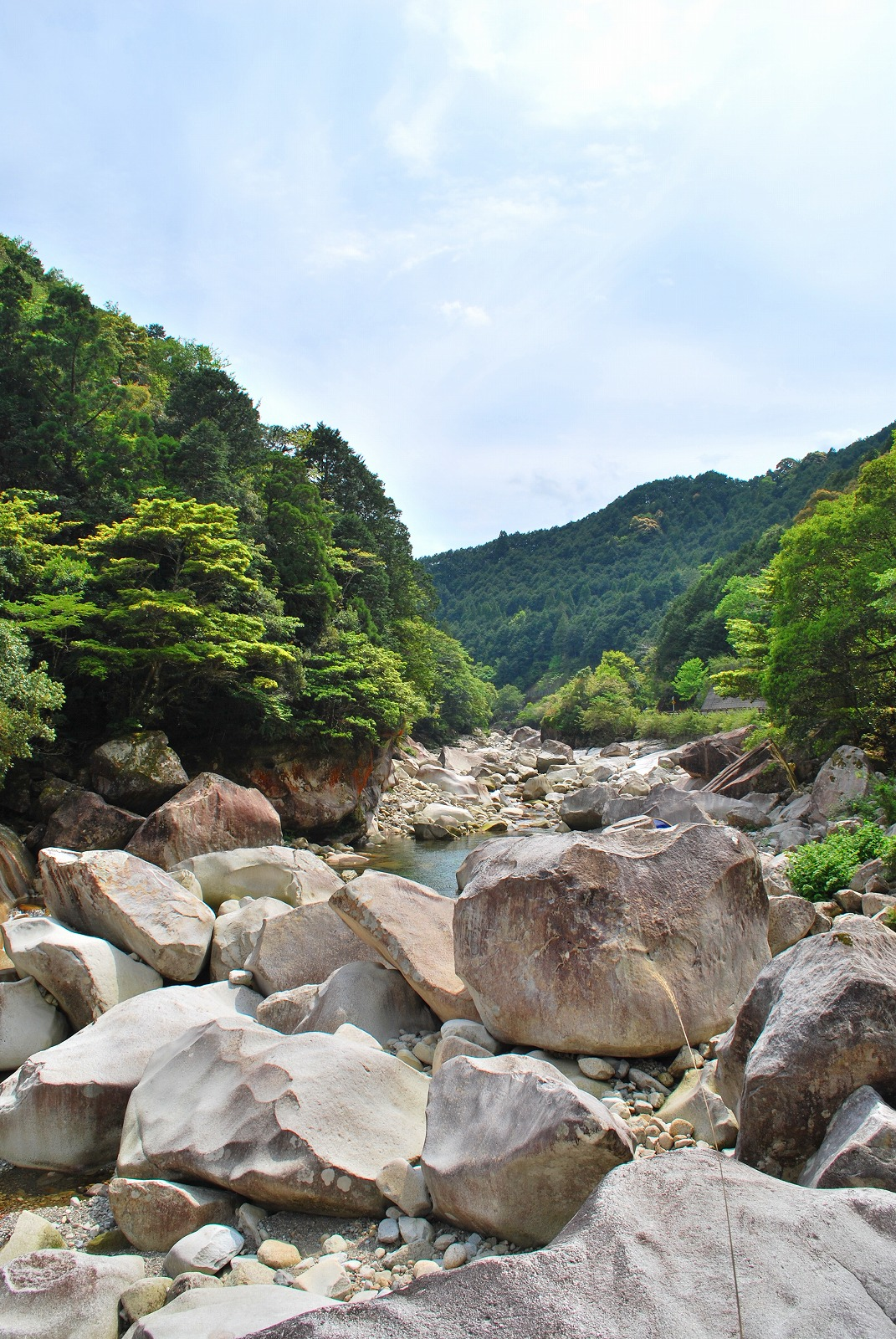
魚飛渓

魚飛渓（うおとびけい）は、三重県北牟婁郡紀北町相賀字木津にある景勝地。名前は鮎が飛び跳ねる様子から付けられた。

## 概要
銚子川の支流又口川沿いに約3kmにわたって巨岩や奇岩が林立する。春にはサクラ、フジ、シャクナゲが咲く。
川にはアユやアマゴが生息し、自然が作り出した岩のすべり台などがあり、夏休みは行楽客で賑わう。毎年、銚子川漁業協同組合が「魚飛渓谷アマゴ釣り大会」を開いている。
魚飛渓の入口にある木津（こつ）地区は材木運搬用の筏の集積地として栄えた。
付近には、1928年（昭和3年）に木津区が発起人となって巨岩の下に役小角（役行者）を祀った魚飛不動尊やキャンプ場がある。

## 交通
- JR紀勢本線尾鷲駅からタクシー25分。
- 県道760号沿い。

## 周辺
- 魚飛不動尊
- 種まき権兵衛の里
- 銚子川
- キャンプinn海山

## ギャラリー

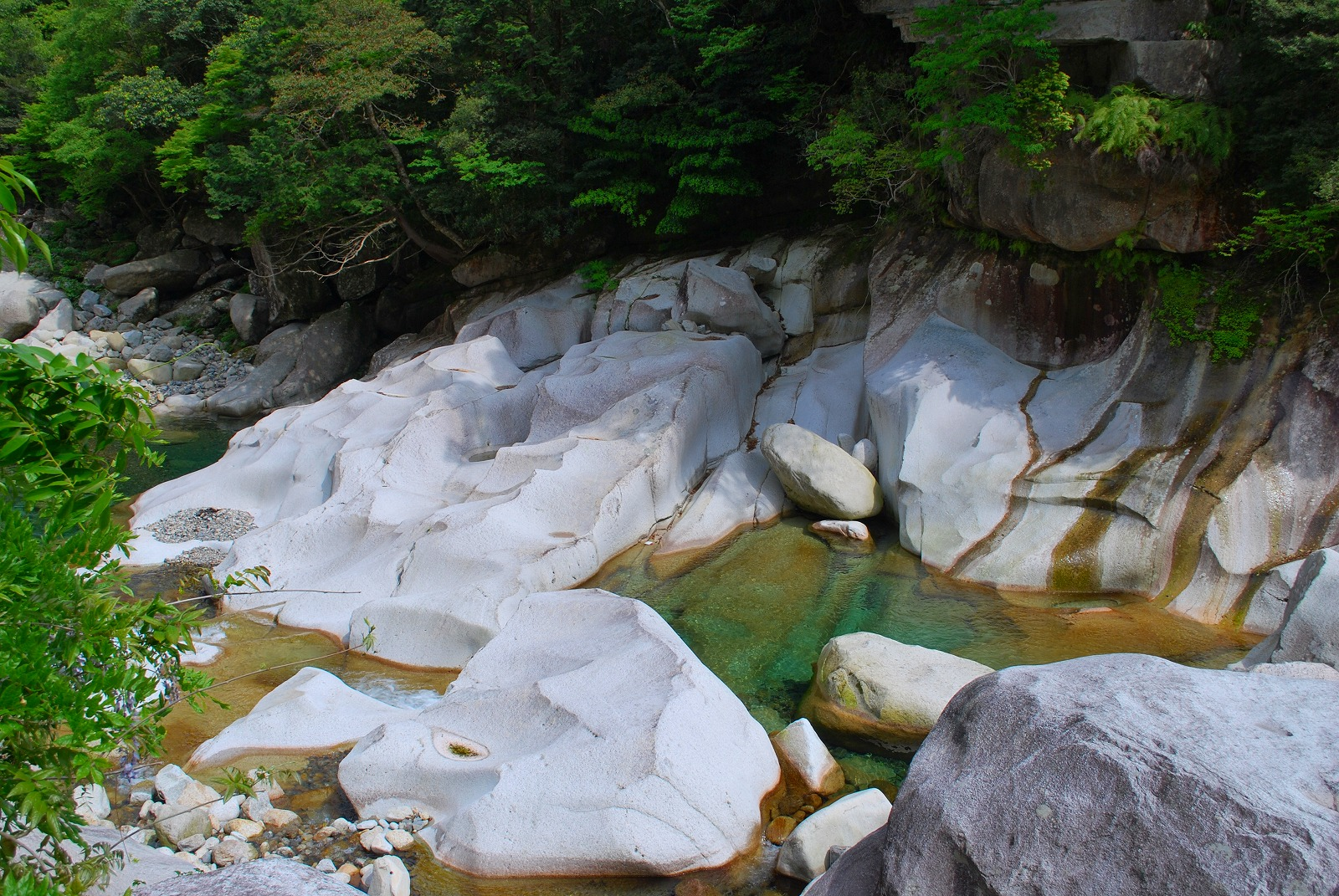
魚飛渓の奇岩
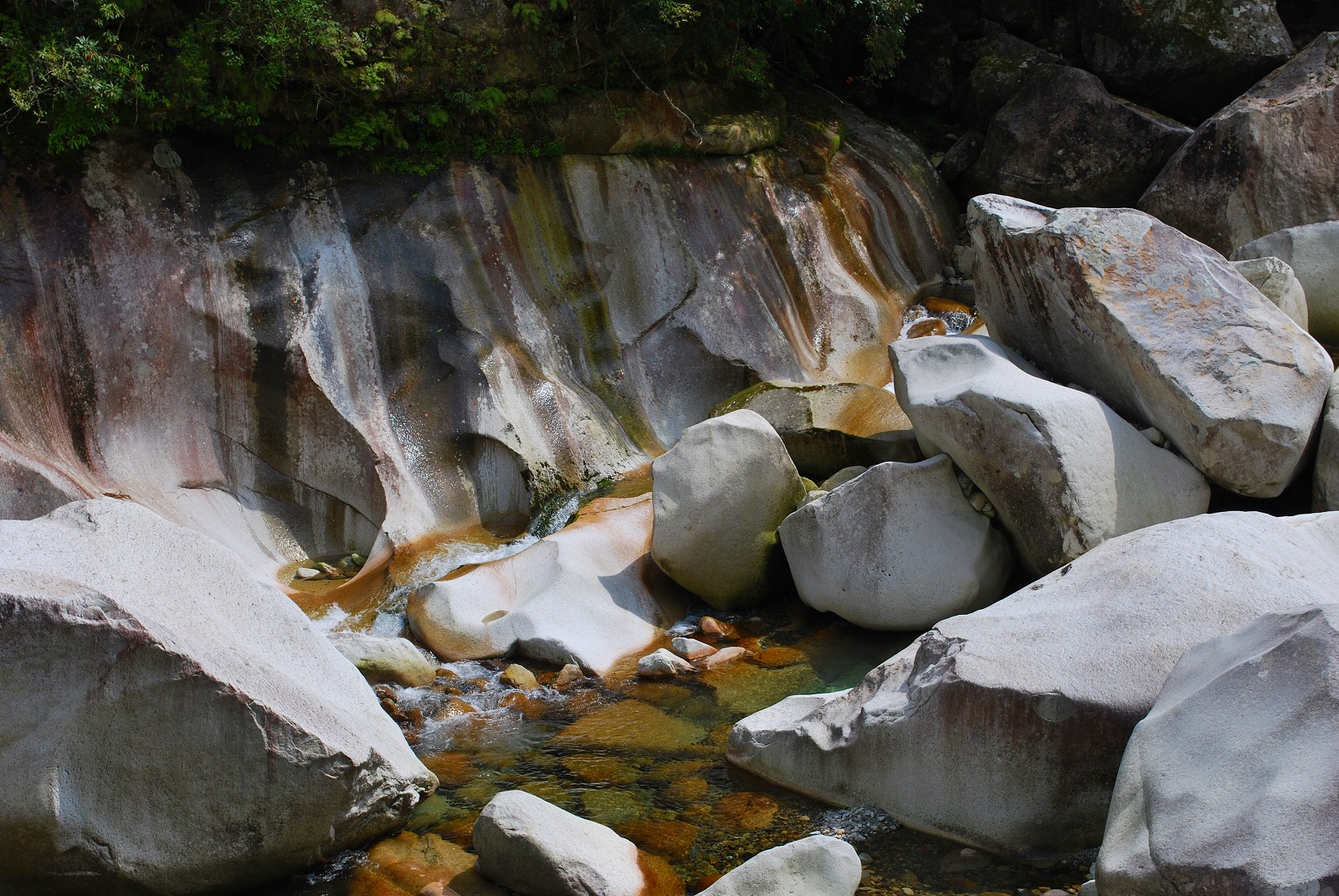
魚飛渓の巨石